# 급식왕
급식왕은 학교를 주제로 제작된 유튜브 채널이다. 박병규가 운영하며, 주 컨텐츠는 각 희극인이나 배우들이 학생들과 교사의 역할을 담당한다.

## 개요
개그맨 박병규가 운영하는 채널이다  대부분 멤버들이 개그맨, 배우 출신이다. 샌드박스 네트워크 소속 유튜버로 원래 먹방과 유형을 주 컨텐츠로 하는 유튜버였지만 현재는 드라마 영상하는것처럼 바뀌었다. 전성기는 2018년 부터 2019년 9월까지였다.
현재는 급식왕에서 디바 와 구구쌤, 얌생이등등이 나오며 활발히 활동을 이어나가고 있으며 뮤지컬 급식왕으로 코미디언과 배우들이 뮤지컬 배우가 되어 활동하고있다.

## 논란
- 독립운동가에 관련한 오이 케이크를 만들어서 논란을 일으켰다.

- 몇몇 영상을 웃소 컨텐츠를 표절하여 논란이 됐다.

- 방탄소년단을 조롱하는 발언을 해 논란이 됐다.

- 펭수를 돈을 좋아하는 펭귄으로 표현하여 논란이 됐다.

- 성범죄 행위를 일으켜 논란이 됐다.

- 영화 어벤져스를 허락도 없이 페러디했다. 저작권을 위반한 걸로 보면된다.

- 술,담배,야동을 주제로 삼아서 논란이 되었다.

- 채널 초기 성적인 영상을 올려 논란이 되었다. 그 영상중 하나는 연령 제한이 걸려 있다.

- 자살시도를 하는 영상을 올려 논란이 됐다.

- 뚱뚱한 사람들을 비하하는 발언을 해 논란이 됐다. 그걸로 투니버스에서 방영되던 급식왕은 방영이 중지됐다.

- 발가락쌤 역의 대표 박병규가 머머리쌤 역의 김영구에게 카톡과 전화로 욕설을 한 것이 폭로되면서 논란이 됐다. 이때 김영구가 급식왕을 하차하였고, 뒤이어 이계인 역의 구혜리와 두더지 역의 박강균이 급식왕을 하차하였다.

- 코로나 방역수칙을 위반하여 논란이 됐다.

- 현재 급식왕은 자신의 잘못을 지적하는 사람들의 댓글을 일부 무시하고 삭제하고 있다.

## 저서
- 《급식왕GO》[3] 1권 ISBN 9788950992156 (2020년 11월 11일 출간)

- - 글 : 급식왕, 최재연, 박진아, 박강균, 구혜리, 그림 : 서후, 구은미, 출판 : 아울북

- 《급식왕GO》 2,3,4권 출간

- - 글 : 급식왕, 최재연, 박진아, 박강균, 구혜리, 그림 : 서후, 구은미, 출판 : 아울북

## 급식왕 학교
2018년에는 서울 강남구 강남대로 94길 21에 있었지만 2019년부터 서울 영등포구 도신로64길 9에서 촬영한다.